# Heinz-Christian Sauer
Heinz-Christian Sauer (geb. 3. April 1943 in Wien) ist ein ehemaliger österreichischer Manager, Rundfunkmoderator und Experte für das französische Chanson.

## Leben
Die ersten Nachkriegsjahre verbrachte Heinz-Christian Sauer mit seiner Familie in Rom, wo er als Volksschüler das Lycée Chateaubriand besuchte. Nach der Rückkehr nach Wien setzte er seine Schulzeit im Lycée Francais in Wien fort, die er mit dem Baccalauréat (Matura) 1961 abschloss. Die Unterrichtssprache im als staatliche französische Institution ist Französisch. Zur Literatur und Poesie zählt heute mehr denn je im Literaturunterricht auch das „chanson à texte“: Es gibt fast keinen französischen Textautor von Chansons, dessen Texte nicht als Bücher erschienen sind. So hat auch Heinz-Christian Sauer zum ersten Mal zum Chanson gefunden.
Nach seiner Militärdienstzeit studierte er Rechts- und Staatswissenschaften an der Universität Wien und schloss 1968 mit dem Doktorat ab. Nach dem Gerichtsjahr wechselte er in die Industrie und bekleidete bis zu  seinem Pensionsantritt im Jahr 2005 Geschäftsführungs- und Vorstandsfunktionen in verschiedenen österreichischen exportorientierten Unternehmen.

## La Chanson
Schon 1969, noch während seines Gerichtsjahres, begann Heinz-Christian Sauer als freier Mitarbeiter im ORF als Gestalter, Autor und Moderator der wöchentlichen Radiosendung „La Chanson“, zunächst auf Ö3 und später auf Ö1. Nach mehr als 1300 Sendungen wurde „La Chanson“ am 15. Juni 1999 eingestellt. Seit 1970 hält Heinz-Christian Sauer Vorträge in den französischen Kulturinstituten und Vereinigungen in Österreich. Diese Vorträge gestaltet er mit Audio- und Videobeispielen, wobei er stets den jeweils zeitgeschichtlichen Zusammenhang herstellt.
2001 war Sauer Gründungsmitglied der Österreichisch-Französischen Vereinigung (ÖFV) und ist  seit 2009 Präsident der ÖFV, für die er jedes Jahr auch einen großen Chanson-Abend gestaltet.

## Auszeichnungen
- 2005 Verleihung des Ordens der französischen Ehrenlegion („Chevalier de la légion d'honneur“) durch den Präsidenten der französischen Republik in Wien für Verdienste um die Entwicklung der österreichisch-französischen Beziehungen in Kultur und Wirtschaft
- 2006 Verleihung des Großen Ehrenzeichens für Verdienste um das Bundesland Niederösterreich durch die Niederösterreichische Landesregierung